# 石狩市立緑苑台小学校
石狩市立緑苑台小学校（いしかりしりつりょくえんだいしょうがっこう）は、北海道石狩市緑苑台中央に所在する公立小学校。

## 沿革
2001年9月に（仮称）緑苑台小学校建設に関わる協定書の締結し、2002年5月に校舎建設工事着手された。同年7月の校名を一般公募によって、9月に学校設置条例の一部改正を決議し校名が決定。10月の校章を一般募集によって、11月に校章も決定した。2003年4月に花川小学校から分離により「石狩市立緑苑台小学校」（児童229名、10学級）が開校した。
年表
- 2001年（平成13年）- 建設に関わる協定書の締結[1]。
- 2002年（平成14年）- 校舎等譲渡契約書の締結、校舎建設工事着工、校名決定、校章決定[1]。
- 2003年（平成15年）- 校舎完成、石狩市立緑苑台小学校が開校、校歌制定（作詞：稲尾勝美、作曲：向山千晴）[1]
- 2005年（平成17年）- 学校版IS0認定[1]、特別教室を一般開放[2]。
- 2011年（平成23年）- 校舎増築工事開始[1]。
- 2012年（平成24年）- 校舎増築工事完了[1]。
- 2018年（平成30年）- 学校力向上実践事業指定[1]。

## 教育目標
- 心豊かで、思いやりのある子[3]
- 明るく元気で、たくましい子[3]
- 進んで学び、表現する子[3]

## 通学区域
通学区域は以下の通り。
- 緑苑台東1条1丁目 - 2丁目
- 緑苑台東2条1丁目 - 2丁目
- 緑苑台東3条1丁目 - 3丁目
- 緑苑台中央1丁目 - 3丁目
- 緑苑台西1条1丁目 - 3丁目
- 緑苑台西2条3丁目
- 花川東

## 進学先中学校
- 石狩市立花川中学校

## 交通アクセス
- 北海道中央バス （麻08）緑苑台線「緑苑台小学校」停留所下車、徒歩1分[5]。